# Киясовское (сельское поселение)
Киясовское — упразднённое муниципальное образование со статусом сельского поселения в Киясовском районе Удмуртии Российской Федерации.
Административный центр — село Киясово.
Законом Удмуртской Республики от 29.04.2021 № 36-РЗ упразднено в связи с преобразованием муниципального района в муниципальный округ.

## История
Статус и границы сельского поселения установлены Законом Удмуртской Республики от 17 декабря 2004 года № 86-РЗ «Об установлении границ муниципальных образований и наделении соответствующим статусом муниципальных образований на территории Киясовского района Удмуртской Республики»

## Население
| 2010  | 2012  | 2013  | 2014  | 2015  | 2016  | 2017  |
| ----- | ----- | ----- | ----- | ----- | ----- | ----- |
| 3335  | ↘3323 | ↘3313 | ↗3337 | ↘3258 | ↗3306 | ↗3309 |
| 2018  | 2019  | 2020  | 2021  |       |       |       |
| ↘3296 | ↘3250 | ↘3188 | ↗3258 |       |       |       |

## Состав сельского поселения
| № | Населённый пункт | Тип населённого пункта       | Население |
| - | ---------------- | ---------------------------- | --------- |
| 1 | Игрово           | деревня                      | ↘76       |
| 2 | Киясово          | село, административный центр | ↘3187     |
| 3 | Санниково        | деревня                      | ↘47       |